# Sémantique musicale

Sémantique musicale. Essai de psychophysiologie auditive est un essai d'Alain Daniélou paru en 1967 dans sa 1re édition. Alain Daniélou se proposait de mettre à profit les avancées récentes de la cybernétique et sa connaissance des musiques orientales pour expliquer les mécanismes de perception de la musique par le cerveau humain. L'idée était d'avancer un cadre général d'explication à la signification des intervalles musicaux. L'ouvrage pose incidemment les bases d'une remise en cause fondamentale de la gamme tempérée.

## Principaux développements
Dans un parallèle qui doit beaucoup à la cybernétique, Daniélou schématise le cerveau humain en le comparant à un circuit électronique qui utiliserait trois systèmes de numération : binaire, ternaire et quinaire. Selon lui, la perception des rapports de hauteurs par le cerveau humain est basée sur la recherche inconsciente de rapports de fréquences uniquement dérivés des nombres 2, 3 et 5, illustrés dans son ouvrage La Sémantique Musicale par des figures géométriques. A contrario, l'oreille ne reconnaitrait pas un intervalle qui ferait intervenir le facteur 7 ou tout autre nombre premier supérieur. Pour l’auteur, cette caractéristique psycho-physiologique serait partagée par l’ensemble de l’humanité. Il va même jusqu’à associer aux différentes catégories d’intervalles de son échelle des sentiments bien classifiés et universels, auxquels il accorde une très grande importance dans notre structuration mentale. En cela, cet ouvrage renforce puissamment l’idée de l’influence de la musique sur l’esprit, déjà décrite dans la partie éducative de La République de Platon, pour l’effet bénéfique ou nuisible de certains modes sur la formation du caractère.
Sur ce principe, Alain Daniélou a établi une liste de 53 intervalles, donc bien plus que dans les gammes occidentales. En revanche, fait valoir Daniélou, ces intervalles sont connus dans la musique indienne, et les bons musiciens occidentaux les jouent naturellement, si leur instrument le permet. Et pour valider le cadre théorique de son analyse, il montre que la classification traditionnelle indienne du contenu expressif des intervalles recoupe parfaitement une classification selon la prédominance et la place des facteurs 2, 3 ou 5 dans le rapport de fréquences.
Cela soulève un problème : les intervalles de la musique indienne sont subtils et naturels, quand ceux de la musique occidentale sont grossiers et artificiels. Selon Daniélou, l'auditeur de musique occidentale est sans cesse obligé de corriger les hauteurs approximatives qu'il entend, alors que la musique indienne est immédiatement intelligible. Le livre invite donc à revoir la manière occidentale de composer, jouer et enseigner la musique.
Sur une proposition d'Alain Daniélou de son vivant, un instrument à 36 notes par octave a été conçu par Michel Geiss et Christian Braut, le Semantic Daniélou-36 . Celui-ci comprend les notes essentielles de la gamme complète. En 2014, Christian Braut, Jacques Dudon et Arnaud Sicard développent une version à 53 intervalles sous forme d'un instrument virtuel : le Semantic Daniélou-53. Auparavant, un autre instrument respectant l'échelle de Daniélou avait été créé par André Kudelski, Stefan Kudelski et Claude Cellier, le S52.

## Sources
1. ↑  Sémantique Musicale, Hermann, 1967, préface de Fritz Winckel, nouvelle édition en 1978, sous-titrée "Essai de psycho-physiologie auditive", accompagnée d’une introduction Françoise Escal et augmentée d’un projet de "modèle instrumental"  (ISBN 978-2-7056-1334-1), réédité en 1993 avec une nouvelle couverture  (ISBN 2-7056-1334-X)
2. ↑  « Le Semantic Daniélou-36 »
3. ↑  « Le Semantic Daniélou-53 »
4. ↑  « Du S52 au Semantic »